# Sequim
Sequim – miasto w Stanach Zjednoczonych, w stanie Waszyngton, w hrabstwie Clallam.